# Pagyda poesalis
Pagyda poesalis là một loài bướm đêm trong họ Crambidae.